# Ziracuaréndiro
Ziracuaréndiro är en ort i Mexiko.   Den ligger i kommunen Morelos och delstaten Michoacán de Ocampo, i den centrala delen av landet, 260 km väster om huvudstaden Mexico City. Ziracuaréndiro ligger 2 252 meter över havet och antalet invånare är 104.
Terrängen runt Ziracuaréndiro är huvudsakligen kuperad, men den allra närmaste omgivningen är platt. Terrängen runt Ziracuaréndiro sluttar västerut. Runt Ziracuaréndiro är det ganska tätbefolkat, med 56 invånare per kvadratkilometer. Närmaste större samhälle är Puruándiro, 14,0 km norr om Ziracuaréndiro. I omgivningarna runt Ziracuaréndiro växer huvudsakligen savannskog.